# Association sportive féminine de Gabès
L'Association sportive féminine de Gabès (arabe : الجمعية الرياضية النسائية بقابس) ou ASFG est un club tunisien de handball féminin basé à Gabès.